# Jahnsdorf/Erzgeb.
Jahnsdorf/Erzgeb. est une commune de Saxe (Allemagne), située dans l'arrondissement des Monts-Métallifères, dans le district de Chemnitz.

## Municipalité
La commune comprend la ville de Jahnsdorf (2 884 habitants en 2010), le bourg de Leukersdorf (1 803 habitants en 2010), les villages de Seikersdorf (710 habitants en 2010) et de Pfaffenhain (322 habitants en 2010).

## Jumelage
- Veitsbronn (Allemagne) depuis 1990
- Wilhermsdorf (Allemagne) depuis 1998

## Personnalités
- Hanns Diettrich (1905-1983), sculpteur